# Фан Биньсин
Фан Биньси́н — (кит. упр. 方滨兴, пиньинь Fāng Bīnxīng; род. 17 июля 1960, Харбин) — академик Китайской академии инженерных наук, директор и главный инженер Центра управления компьютерной сети и управления информационной безопасности, член Коммунистической партии Китая, депутат Всекитайского собрания народных представителей, член постоянного комитета ВСНП.
Фан Биньсин является руководителем Технической группы по реагированию на чрезвычайные ситуации в национальной компьютерной сети Интернет при Министерстве промышленности и информатизации КНР, одной из функций которой является «гарантия безопасности общедоступной сети Интернет и важных информационных систем страны». Вице-председатель Китайского научного общества телекоммуникаций. Фан Биньсин пребывает членом экспертной комиссии Информационного бюро Государственного совета КНР, а также экспертного совета «Программа 863» и двенадцатой пятилетки КНР.
Является одним из специалистов по государственной информационной безопасности и главным разработчиком и руководителем системы государственной интернет-цензуры КНР «Золотой щит», наиболее известной как «Великий китайский файрвол». Пользователи интернета прозвали Фан Биньсина «отцом китайского файрвола».
В прошлом — ректор Пекинского университета почт и телекоммуникаций.

## Биография

### Ранние годы
Фан родился 17 июля 1960 года, в городе Харбине, провинция Хэйлунцзян. В 1981 году юноша получил степень бакалавра в Харбинском политехническом университете. В Университете Цинхуа в 1984 году Фан Биньсину была присвоена степень магистра. В 1989 году защитил докторскую диссертацию в Харбинском политехническом университете.

### Профессиональная деятельность
Фан Биньсин преподавал в Харбинском политехническом университете на протяжении 15 лет, начиная с 1984 года. В период 1990—1993 гг. после защиты кандидатской диссертации, продолжая образование, Фан Биньсин работал в сфере компьютерной науки и техники в Оборонном научно-техническом университете Народно-освободительной армии Китая. В 2000 году Фан становится заместителем директора и главным инженером Центра управления компьютерной сети и информационной безопасности. Уже в 2002 году получил повышение в должности, был назначен директором данной организации. На тот момент он также стал главным учёным в области информационной безопасности Института исследования вычислительных технологий при Академии Наук КНР.
С 2003 года работает в качестве руководителя Технической группы по реагированию на чрезвычайные ситуации в национальной компьютерной сети Интернет при Министерстве промышленности и информатизации КНР. С 2005 года — приглашённый профессор Оборонного научно-технического университета НОАК, а также академик Китайской академии инженерных наук. На данный момент является почётным председателем Центра управления компьютерной сети и информационной безопасности.

### Создатель «Великого китайского Файрвола»
В феврале 2011 года во время интервью газете «Global times» Фан Биньсин признался, что на его личном компьютере установлено 6 VPN-сервисов, которые он использует для доступа к сайтам, которые он изначально помогал блокировать, а также для тестирования своей разработки. Кроме того, Фан однажды сказал, что между китайским Файрволом и VPN-программами идёт «вечная борьба». На вопрос о том, как работает Великий брандмауэр, он ответил, что это «государственная тайна». Публикация этого интервью вызвала сильное негодование со стороны общественности, после чего на официальном сайте «Global Times» интервью было удалено, однако эта статья всё ещё может быть найдена на других медиа-сайтах.
Сильный шквал онлайн-критики обрушился на разработчика, когда тот завёл микроблог на Sina.com. Спустя несколько дней Фан закрыл свою учётную запись. «Они не могут получить того, чего хотят, поэтому им нужно обвинить в этом кого-то: например, вам не удаётся получить американскую визу, и вы поливаете грязью сотрудников, занимающихся выдачей виз», — прокомментировал Фан Биньсин.
Отец «китайского файрвола» поддерживает решение китайского правительства следить за потоком информации в интернете. Он также убеждён, что практика цензурирования интернет-контента — распространённое по всему миру явление, и что Китай не единственная страна, которая контролирует Интернет. «Насколько я знаю, около 180 стран, включая Южную Корею и США, осуществляют мониторинг в Интернете», — заявляет Фан Биньсин. Однако разработчик избегает обсуждений по поводу сравнения зарубежной цензуры и своего собственного творения. Создатель «Золотого щита» утверждает, что «призывы к более открытому информационному пространству — это не что иное, как угроза влияния мягкой силы на Китай из-за рубежа». Фан также признался, что его Великий Файрвол не очень хорошо определяет, разрешенная или запрещённая информация в результате поиска появляется на устройствах пользователей. Если сайт содержит определённые слова (sensitive words), в силу ограниченности механизма «Золотой щит» просто блокирует доступ ко всем материалам сайта. «Файрвол проверяет и блокирует всё. Это похоже на то, как пассажирам запрещено проносить воду на борт самолёта, потому что система безопасности не позволяет различить воду и нитроглицерин».
В 2014 году во время интервью китайской газете «Жэньминь жибао», создатель китайского Файрвола заявил о том, что Китай должен приступить к созданию границы национальной интернет-сети, обеспечить себе право голоса в сфере информационных технологий, создать собственные информационные разработки, а также построить систему защиты интернет-пространства, тем самым ещё лучше охранять государственные интересы. «По аналогии с территориальными водами, сушей, небесным пространством, космическим пространством, США сформировали такое понятие как домен, или интернет-пространство. Три большие стратегии США включают в себя ядерную стратегию, космическую стратегию и стратегию в сети Интернет. Пять основных сфер суверенитета, в свою очередь, включают в себя территориальные воды, владения на суше, воздушное пространство, космическое пространство и интернет-пространство. Сегодня, когда существует угроза интернет-войны между державами, государственный суверенитет всё больше проявляется в контроле над интернет-пространством».
В 2016 году Фан Биньсин произнёс речь в центре Сверх-ЭВМ(超算中心). Он прокомментировал недостатки китайской системы фильтрации в Интернете. Во время доклада он не раз хвалил алгоритмы фильтрации, разработанные американскими научно-техническими фирмами. Даже предложил китайским исследователям навести справки и изучить эти разработки. Фан Биньсин выразил беспокойство в связи с тем, что в результате фильтрации в системе Файрвол блокируется огромное количество информации. По мнению известного программиста, Файрвол должен предложить решение этой проблемы с использованием более совершенных технологий. «Я думаю, что обеспечить свободный доступ (к Twitter, Facebook) для студентов, на самом деле, вполне просто, это можно сделать, но тот факт, что сейчас это невозможно, лишь показывает недостаток технологии».

### Политическая карьера
В январе 2008 года Фан Биньсин был выбран в качестве депутата ВСНП 11-го созыва. С большим преимуществом избран депутатом ВСНП избирательного округа Хайдянь в Пекине в ноябре 2011 года.